# Scott Fortune
Scott Thomas Fortune (ur. 23 stycznia 1966 w Newport Beach) – amerykański siatkarz, reprezentant Stanów Zjednoczonych. Dwukrotny medalista olimpijski.
Mierzący 198 cm wzrostu zawodnik znajdował się w składzie mistrzów olimpijskich w Seulu. W 1992 w Barcelonie zdobył brązowy medal. Brał udział w IO 96. Był brązowym medalistą mistrzostw świata w 1994. Ukończył Stanford University, grał we Grecji, próbował swych sił w siatkówce plażowej.